# Rhopalurus
Rhopalurus é um género de escorpiões da família Buthidae com ampla distribuição na América Central e Sul, com 13 espécies reconhecidas. No Brasil, há registo de 8 espécies deste género.São vivíparos, quando nascem, os filhotes sobem no dorso da mãe, que os protege durante 15 dias em média. Após este intervalo, os filhotes se dispersam.
Espécies do Género
- Rhopalurus junceus (Herbest)

- Rhopalurus agamnon (Koch)

- Rhopalurus rochai (Borelli)

- Rhopalurus intermedius (Penther)

- Rhopalurus danieli (Prado & Rios-Patiño)

- Rhopalurus acromelas (Lutz & Mello)

- Rhopalurus debilis (C. L. Koch)

- Rhopalurus lambdophorus (Mello-Leitão)

- Rhopalurus stenochirus (Penther)

- Rhopalurus goiasensis (sp. n.)

- Rhopalurus melleipalpus (Lutz & Mello)

- Rhopalurus iglesiasi (Werner)

- Rhopalurus dorsomaculatus (Prado)